# Saint-Aubin-Routot

Saint-Aubin-Routot este o comună în departamentul Seine-Maritime, Franța. În 1 ianuarie 2022 avea o populație de 1.972 de locuitori.